# معركة أندريانوبل (1205)
وقعت معركة أدريانوبل حول مدينة ،أدريانوبل التركية (أدرنة حاليا) في 14 أبريل عام 1205 بين البلغار وشعب الفلاش وشعب الكومان تحت حكم القيصر كالويان حاكم بلغاريا والصليبيين تحت حكم بالدوين الأول -الذي توج قبل أشهر فقط إمبراطورًا للقسطنطينية- متحالفًا مع البندقية تحت قيادة دوج إنريكو داندولو. وقد انتصر في هذه المعركة البلغار وشعب الفلاش وشعب الكومان بعد كمين ناجح